# Марь калинолистная
Марь калинолистная (лат. Chenopodium opulifolium) — вид травянистых растений рода Марь (Chenopodium) семейства Амарантовые (Amaranthaceae).

## Ботаническое описание
Однолетнее травянистое растение с голым прямым, ветвистым, тупоугольным стеблем 25—60 см высотой. Листья округло-ромбические, на верхушке туповатые, при основании широко-клиновидные и цельнокрайные, в остальной части неровно выемчато-зубчатые; черешок немного или до половины короче пластинки, которая 1—4 см длиной и почти такой же ширины; верхние листья более узкие, яйцевидно-ланцетовидные, беловато-мучнистые, преимущественно на нижней стороне.
Цветочные клубочки в негустых коротких кистях, собранных метельчато. Доли околоцветника беловато-мучнистые, яйцевидные, тупые, вогнутые и на спинке тупо-килевидные, по отцветании прикрывающие плоды. Семена черноватые, блестящие, очень мелко точечные, по окружности с тупым краем, около 1 мм в поперечнике.

## Распространение и экология
Африка, Европа, Западная Сибирь и Западная Азия. Встречается как сорное растение в посевах, у дорог и сорных местах.

## Синонимы
- Chenopodium album var. opulifolium (Schrad. ex W.D.J.Koch & Ziz) G.Mey. (1836)
- Chenopodium album subsp. opulifolium (Schrad. ex W.D.J.Koch & Ziz) Batt. ex Maire (1962)
- Chenopodium erosum Bastard (1814), nom. illeg.
- Chenopodium nitidispermum Sennen (1929)
- Chenopodium triangulare Forssk. (1775), pro syn.
- Chenopodium ugandae (Aellen) Aellen (1964)
- Vulvaria opulifolia (Schrad. ex W.D.J.Koch & Ziz) Bubani (1897)

и другие.